# 梅森县 (华盛顿州)
梅森縣（英語：Mason County）是美国华盛顿州皮吉特湾東南角的一個縣（部分位於基萨普半岛上），面積2,722平方公里。根據2020年美國人口普查，共有人口65,726人。縣治謝爾頓（Shelton）。該縣成立於1854年3月13日。縣名紀念华盛顿领地首任州務卿查爾斯·哈里森·梅森（C. H. Mason）。